# Haworthia cooperi var. leightonii
Haworthia cooperi var. leightonii, és una varietat de Haworthia cooperi del gènere Haworthia de la subfamília de les asfodelòidies.

## Descripció
Haworthia cooperi var. leightonii es caracteritza pel seu color rosa vermellós que es desenvolupa sota estrès. És una espècie molt prolífera, que forma grans grups a la natura. La mida de la roseta és d'uns 3cm.

## Distribució i hàbitat
Aquesta varietat creix a l'oest de la província sud-africana del Cap Oriental. És el límit de distribució més oriental dels grups cooperi. És una de les poques espècies de Haworthia, que creix gairebé oberta a ple sol. És un ecotip associat a les lloses granítiques de la zona costanera propera a la platja de Kayser.

## Taxonomia
Haworthia cooperi var. leightonii va ser descrita per (G.G.Sm.) M.B.Bayer i publicat a Haworthia Handbook: 128, a l'any 1976.
Etimologia
Haworthia: nom en honor del botànic britànic Adrian Hardy Haworth (1767-1833).
cooperi: epítet que honora al botànic i explorador de plantes anglès Thomas Cooper (1815-1913) que va recol·lectar plantes a Sud-àfrica del 1859 al 1862.
var. leightonii: epítet en honor de I. Leighton.
Sinonímia
- Haworthia leightonii (Basiònim) G.G.Sm., J. S. African Bot. 16: 10 (1950).
- Haworthia leightonii var. davidii Breuer, Avonia 21: 49 (2003).
- Haworthia davidii (Breuer) M.Hayashi & Breuer, Haworthia Study 14: 11 (2005).[5]